# گجینی (فیلم ۲۰۰۵)
گجینی (به تامیلی: Ghajini) فیلمی محصول سال ۲۰۰۵ و به کارگردانی ای‌آر موروگادوس است. در این فیلم بازیگرانی همچون سوریا، آسین، نایانتارا و پرادیپ راوات ایفای نقش کرده‌اند.
در سال ۲۰۰۸ فیلمی با نام مشابه یعنی گجینی ساخته شد.